# Hisayoshi Satō
Hisayoshi Satō (佐藤 久佳?, Satō Hisayoshi; Tomakomai, 12 gennaio 1987) è un nuotatore giapponese.

## Palmarès
- Olimpiadi

Pechino 2008: bronzo nella 4x100m misti.